# José Lillo Galiani
José Lillo Galiani (Valdepeñas, Ciudad Real, 10 de octubre de 1948) es un escultor español.

## Biografía
José Lillo Galiani nació en la ciudad vinatera de Valdepeñas. El segundo apellido indica el origen italiano de sus antepasados maternos que llegaron desde Turín a España en los últimos años del siglo XVIII. Su padre fue maestro artesano carretero y carpintero.
Cursó el bachiller en el Bernardo de Balbuena de su ciudad, teniendo como profesores de dibujo al escultor, restaurador e imaginero segoviano, D. Florentino Trapero Ballesteros y al pintor jienense D. Antonio López Gutiérrez, ambos le inculcaron la afición al dibujo. En la Normal de Ciudad Real llevó a cabo estudios de Magisterio.
En el Centro de Adultos de su ciudad. Fundó el grupo de teatro aficionado “Bambalina”. Durante más de diez años dirigió y escribió para dicho grupo. Colaborador en prensa, ha escrito en el semanario Jaraíz de Valdepeñas una columna sobre técnicas escultóricas para aficionados y microbiografías de pintores y escultores, todo ello a lo largo varios años y 275 artículos ininterrumpidos e ilustrados por él mismo bajo el epígrafe, «Cosas del Arte y los Artistas» y recopilados en tres volúmenes con el mismo título. También ha escrito el libro «Ocho relatos enlazados con arte» (Nova casa editorial, Barcelona).
Su primer taller fue el de su padre donde tuvo temprano contacto con la madera y sus herramientas, aspecto que influyó decisivamente en su vocación artística. En la fragua de su tío, maestro herrero, practicó la forjar y soldadura del hierro y realizó sus primeras esculturas en este material. Cursó dos años de modelado en la Escuela de Artes y Oficios de Ciudad Real y adquirió conocimientos de talla directa en piedra en la Escuela de Artes de León, pero él se considera autodidacta. Buscó en los alfareros, canteros, marmolistas, escayolistas y otros artesanos que en definitiva utilizan los mismos materiales y herramientas que en escultura. Desde muy joven visita la Exposición Nacional de Artes Plásticas de Valdepeñas (ahora internacional), tomando en ésta sus primeros contactos con el arte y el panorama artístico nacional. En ella presentó sus primeros trabajos escultóricos. Ha impartido cursos y clases magistrales de modelado y escultura así como charlas sobre el tema. Su curiosidad e inquietud le han llevado a trabajar prácticamente todos los materiales y concediendo suma importancia y protagonismo a los mismos, no duda en tomar distintos estilos siempre que la materia lo imponga o aconseje, expresionismo en el bronce, realismo en la piedra y la madera o abstracto en el hierro.

## Exposiciones individuales
[cita requerida]
- 1972. Valdepeñas. Salón de plenos del Ayuntamiento.
- 1973. Ciudad Real. Sala de Exposiciones Sindicatos.
- 1975. Valdepeñas. Sala de Exposiciones de la Casa de Cultura.
- 1976. Ciudad Real. Sala de Exposiciones. Casa de Cultura.
- 1980. Alcázar de San Juan. Ciudad Real. Sala de Exposiciones. Casa de Cultura. | Ciudad Real. Sala de Exposiciones de la Casa de Cultura. | Valdepeñas. Sala de la Casa de Cultura.
- 1983. Ciudad Real. Sala de Exposiciones de la Casa de Cultura. | Valdepeñas. Sala de Exposiciones de la Casa de Cultura.
- 1984. Manzanares. Ciudad Real. Galería de la Caja de Madrid. | Valdepeñas. Sala de la Casa de Cultura.
- 1989. Valdepeñas. Sala de Exposiciones de la Casa de Cultura.
- 1990. Vitoria. Galería de Arte Independencia. | Madrid. Galería Montera. | La Solana. Ciudad Real. Semana de la Zarzuela. Sala de la Casa de D. Diego. | Sevilla. Galería de Arte Oriente.
- 1991. Ciudad Real. Sala de la Caja de Madrid. | Tomelloso. Ciudad Real. Museo Antonio López Torres.
- 1993. Córdoba. Sala de Exposiciones Caja Sur. | Valdepeñas. Sala de la Casa de Cultura.
- 1994. Ciudad Real. Sala de Exposiciones de la Cámara de Comercio.
- 1995. Alcázar de San Juan. Sala de Exposiciones de la Casa de Cultura. | Tarrasa (Barcelona). Galería de Arte Torralba.
- 1998. Valdepeñas. Centro Cultural Cecilio Muñoz Fillol.
- 1999. Tomelloso. Ciudad Real. Sala de la Casa de los Portales. | Santa Cruz de Mudela. Ciudad Real. Sala de la Casa de Cultura.
- 2000. Ciudad Real. Sala de la Cámara de Comercio.
- 2002. Valdepeñas. Centro Cultural Cecilio Muñoz Fillol.
- 2004. Málaga. Galería Didier Daurat.
- 2005. Museo de Arte Contemporáneo. Valdepeñas. | Córdoba. Galería “Aires de Córdoba”.
- 2008. Valdepeñas. Sala Centro cultural Cecilio Muñoz Fillol.
- 2010. La Solana. Ciudad Real. Sala de la Casa de D. Diego.
- 2016. Valdepeñas. Sala del Centro Cultural La Confianza.

## Distinciones
- 1972. Premio “La Confianza”. Valdepeñas. Local de Artes Plásticas.
- 1973. Finalista al Tema Deportivo. Delegación Nacional de Deportes. Certamen Nacional de Artes Plásticas. Valdepeñas.
- 1974. Primer Premio de Escultura. Certamen de Artes Plásticas. Ciudad Real. | Premio Sindicatos. Local de Artes Plásticas Seis de Junio Valdepeñas.
- 1975. Segundo Premio de Escultura. Certamen de Artes Plásticas. Ciudad Real.
- 1976. Premio al Tema Deportivo. Certamen de Artes Plásticas. Ciudad Real.
- 1978. Premio “Consejo Regulador”. Local de Artes Plásticas Seis de Junio. Valdepeñas.
- 1981. Primer Premio de Escultura. Certamen Provincial de Artes Plásticas. Valdepeñas. | Premio “Guadalquivir”. Real Academia de Bellas Artes de Santa Isabel de Hungría. Sevilla.
- 1984. Primer Premio de Escultura. Certamen Provincial de Artes Plásticas. Valdepeñas.
- 1992. Diploma de Finalista. Certamen de Artes Plásticas “Alcalde Ruíz Mateo”. Rota. Cádiz.
- 1993. Accésit. Círculo de Bellas Artes. Pozoblanco. Córdoba. | Premio “Escultura pequeño formato” Asociación nacional de Pintores y Escultores. Madrid.
- 1994. Diploma de Finalista. Bienal de Escultura. Andújar. Jaén. | Premio de Escultura “Jardines”. Asociación Nacional de Pintores y Escultores. Madrid. | Primer Premio. Salón de Escultura. Asociación Nacional de Pintores y Escultores. Madrid.
- 1996. Segundo Premio. Bienal de Escultura. Andújar. Jaén.
- 1997. Tercer Premio. Certamen de Artes Plásticas. “Villaseñor”. Ciudad Real.
- 2000. Premio al Mejor Proyecto “Monumento Manuel Sanroma Valencia”. Almagro. Ciudad Real. | Medalla de Honor. Certamen de Artes Plásticas “Villaseñor”. Ciudad Real.
- 2001. Accésit. Círculo de BB.AA. Pozoblanco. (Córdoba)
- 2004. Primer Premio del jurado modalidad escultura. Certamen internacional de Artes Plásticas “Aires de Córdoba”. Córdoba. | Primer Premio de Honor a la mejor obra del Certamen Internacional de Artes Plásticas “Aires de Córdoba”. Córdoba. | Diploma de Finalista. Bienal Internacional de Escultura de Andújar. Jaén. | Premio de Adquisición. “Salón de Arte” de Puertollano. Ciudad Real.
- 2005. Premio al Mejor Proyecto de Escultura “El hidalgo”. Alcázar de S. Juan. Ciudad Real. | Tercer Premio. Internacional de Escultura “Aires de Córdoba”. Córdoba. | Premio de Adquisición. Certamen de Artes Plásticas. Aranjuez. Madrid. | Primer Premio modalidad escultura. Círculo de bellas artes. Pozoblanco. Córdoba.
- 2006. Medalla de Honor. Certamen Villaseñor de AA. Plásticas. Ciudad Real. | Diploma Finalista. Certamen Nacional de escultura. Pinto. Madrid.
- 2009. Premio de Escultura. Salón de Arte. Puertollano. Ciudad Real.
- 2011. Primer Premio de Escultura Círculo de Bellas Artes. Pozoblanco. Córdoba. | Premio de Adquisición Repsol. Salón de Arte de Puertollano. Ciudad Real.
- 2018. Medalla de las Bellas Artes “Gregorio Prieto”. Concedida por el Excelentísimo Ayuntamiento de Valdepeñas.[3][4]

## Obra en museos, entidades y colecciones
- Museo de Arte Contemporáneo. Valdepeñas.
- Museo del Círculo de Bellas Artes. Pozoblanco. Córdoba.
- Museo de Escultura. Andújar. Jaén.
- Museo de Artes Plásticas “López Villaseñor”. Ciudad Real.
- Museo del Vino. Valdepeñas.
- Museo de Artes Plásticas. Aranjuez. Madrid.
- Museo de Arte. Puertollano. Ciudad Real.
- Museo de Escultura al Aire Libre. Puertollano. Ciudad Real.
- Museo del Círculo de Bellas Artes. Pozoblanco. Córdoba.
- Centro Cultural “La confianza”. Valdepeñas.
- Centro Cultural de Alcázar de S. Juan. Ciudad Real.
- Colección Dña. Nuria Espert. Actriz y directora.
- Colección D. Enrique de Terry. Sevilla.
- Colección Caja Madrid.
- Colección Caja Sur. Córdoba.
- Colección Cámara de Comercio. Ciudad Real.
- Colección Ayuntamiento de Tomelloso. Ciudad Real.
- Colección Caja Vital. Vitoria.
- Colección “Fundación Aires de Córdoba”. Córdoba.
- Colección Francisco Delgado. Abogados. Valdepeñas.
- Colección Electricidad Jesús Bárcenas. Valdepeñas.
- Colección Bodegas Félix Solís Avantis. Museo de Escultura. La Rioja.

## Obra pública
- 2018. Yunque de los Vientos. Acero corten y acero inoxidable. (4 x 3 x  2,5 m) sobre peana de piedra caliza. Rotonda calle Amapola. Valdepeñas.[7][8]
- 2016. Relieve Homenaje a las Víctimas de la Riada del 1º de julio de 1979 en Valdepeñas. Bronce a la cera perdida. (2,20 x 1,65 x 0,10 m) Canal Cubierto. Avenida 1º de julio. Valdepeñas.
- 2013. Monumento a San Juan Bautista de la Concepción. Piedra R. blanca (2,40 x 0,80 x 0,70 m) Sin pedestal. Plaza de S. Nicasio. Valdepeñas.
- 2010. Monumento Ecuestre a Don Quijote. Acero corten pintado sobre peana de piedra caliza. (5 x 4 x 1,5 m) Rotonda de Manzanares. La solana. Ciudad Real.
- 2009. Aguja para Coser Nubes. Acero laminado pintado y acero inoxidable sobre peana de piedra caliza. (12 x 1,80 x 1,50 m) Rotonda a Tomelloso. La solana. Ciudad Real.
- 2008. Monumento al Gañán. Acero corten pintado sobre peana de piedra caliza. (7 x 2 x 5 m) Rotonda del Campo de Golf. Valdepeñas. | Hoces y Espigas. Hierro y acero inoxidable sobre pena de piedra caliza. (3 x 2 x 7 m) Rotonda de la Piedra del Cuquillo. La Solana. Ciudad Real.
- 2007. Anagrama I.E.S. Peñalba. Acero Corten policromado (1,50 x 1,50 m) Moral de Calatrava. Ciudad Real. | Monumento al Poeta Juan Alcaide. Bronce a la cera perdida sobre banco de piedra caliza. (1,5 x 0,8 x 1,5 m) Plaza nueva. Valdepeñas. | Armas Épicas de Don Quijote. Acero laminado óxido sobre brocal de piedra caliza. (2 x 2 x 8 m) Rotonda Avenida Primero de Julio. Valdepeñas.
- 2007. El hidalgo y su gato. Bronce a la cera perdida. 1,50 m x 1 m. x 0,70 m. Fachada Oficina de Turismo. Alcázar de San Juan, Ciudad Real.
- 2006. Escudo Monumental de Talavera. Acero corten, óxido. (5 x 1,5 x 5 m) Talavera de la Reina. Toledo. | Niño de la Guerra. Bronce. (1 x 0,4 x 1,5 m) Colegio Jesús Baeza. Valdepeñas.
- 2004. Enredavientos. Acero corten y acero inoxidable. (1,8 x 0,9 x 0,6 m) Avenida de San Gregorio. Puertollano. Ciudad Real. | Monumento a Los Músicos Hermanos Ibáñez. Bronce y acero inoxidable (0,7 x 0,7 x 1,5 m) Paseo de la Estación. Valdepeñas.
- 2002. Primer Monumento a Los Héroes del Seis de Junio. Acero pintado. (2,5 x 1 x 5 m) Peana de hormigón gris encofrado. Plaza de la Independencia. Valdepeñas. | Monumento al Ciclista Manuel Sanroma Valencia. Bronce, acero inoxidable y acero corten. Peana granítica. (8 x 2,5 x 6 m) Almagro. Ciudad Real.
- 2000. Cristo de Cachiporro. Hierro pintado, (2,5 x 2 x 0,7 m) Iglesia de la Magdalena. Valdepeñas.
- 1998. Relieve para la Sede Comsermancha. Hierro fundido y acero corten. (6 x 5 x 0,7 m) Alcázar de San Juan. Ciudad Real. | Ojo. Centros Visuales y Auditivos Jiménez Cacho. Relieve en Bronce fundido a la arena. (0,9 x 0,6 x 0,1 m) Ciudad Real.
- 1995. Monumento al Ciervo. Bronce sobre roca natural. (2 x 1 x 5 m) Hotel La teja. Despeñaperros. Ciudad Real.
- 1994. Monumento al Tonadillero Tomás de Antequera. Bronce sobre peana granítica. (0,8 x 0,5 x 2,2 m) Valdepeñas. | Estatua de San Juan Bautista de la Concepción. Piedra R. (1,8 m de altura). Fachada Iglesia de los Trinitarios. Valdepeñas.
- 1992. Monumento al Ciervo. Bronce sobre peana de cuarcita. (2 x 1 x 4 m) Navas de Estena. Ciudad Real.
- 1991. Monumento Ecuestre al General Espartero en su Ciudad Natal. Bronce sobre pedestal de piedra (5 x 1,5 x 3 m) Granátula de Calatrava. Ciudad Real.
- 1989. Relieve Alegórico. Piedra blanca (0,7 x 0,8 x 0,1 m) Farmacia en Moral de Calatrava. Ciudad Real.
- 1987. Hermanamiento Alcázar De San Juan-Mâcon. Francia. Relieves en hormigón blanco. (3 x 2 x 1 m) Alcázar de San Juan Ciudad Real.
- 1985. Busto de San Juan Bautista de la Concepción. Bronce sobre peana caliza. (0,7 m de altura). Plaza de San Nicasio. Valdepeñas.
- 1984. Relieve Homenaje a D. Cecilio Muñoz Fillol. Hormigón blanco. (0.9 x 0.7 m) Despeñaperros. Jaén.
- 1977. Cuatro Apóstoles. Relieves en hormigón blanco. (1,5 x 2 m) Iglesia de S. Bartolomé. Retuerta del Bullaque. Ciudad Real.